# نورالدین البخاری
نورالدین البخاری (عربی: نور الدين البخاري؛ زادهٔ ۳۰ ژوئن ۱۹۸۰) بازیکن فوتبال اهل مراکش است.
از باشگاه‌هایی که در آن بازی کرده‌است می‌توان به باشگاه فوتبال قاسم پاشا اسپور، باشگاه فوتبال ویسوا کراکوف، باشگاه فوتبال آزد آلکمار، باشگاه فوتبال نانت، باشگاه فوتبال الاتحاد، باشگاه فوتبال ناک بردا، باشگاه فوتبال اسپارتا روتردام، و باشگاه فوتبال آژاکس آمستردام اشاره کرد.
وی همچنین در تیم ملی فوتبال مراکش بازی کرده‌است.